# Stenocorus tataricus
Stenocorus tataricus är en skalbaggsart som först beskrevs av Friedrich-August von Gebler 1841.  Stenocorus tataricus ingår i släktet Stenocorus och familjen långhorningar.
Artens utbredningsområde är Kazakstan. Inga underarter finns listade i Catalogue of Life.